# دخترک گاوچران
«دخترک گاوچران» (به انگلیسی: Little Ol' Cowgirl) آلبومی از دیکسی چیکس است که در سال ۱۹۹۲ میلادی منتشر شد.